# ماريو دي كليرك
ماريو دي كليرك مواليد 5 مارس 1966، هو دراج بلجيكي سابق.

## روابط خارجية
- ماريو دي كليرك على موقع أرشيف الدراجات (الإنجليزية)
- ماريو دي كليرك على موقع إحصائيات الدراجات الإحترافية (الإنجليزية)
- ماريو دي كليرك على موقع CycleBase (الإنجليزية)